# Heinrich Carloff

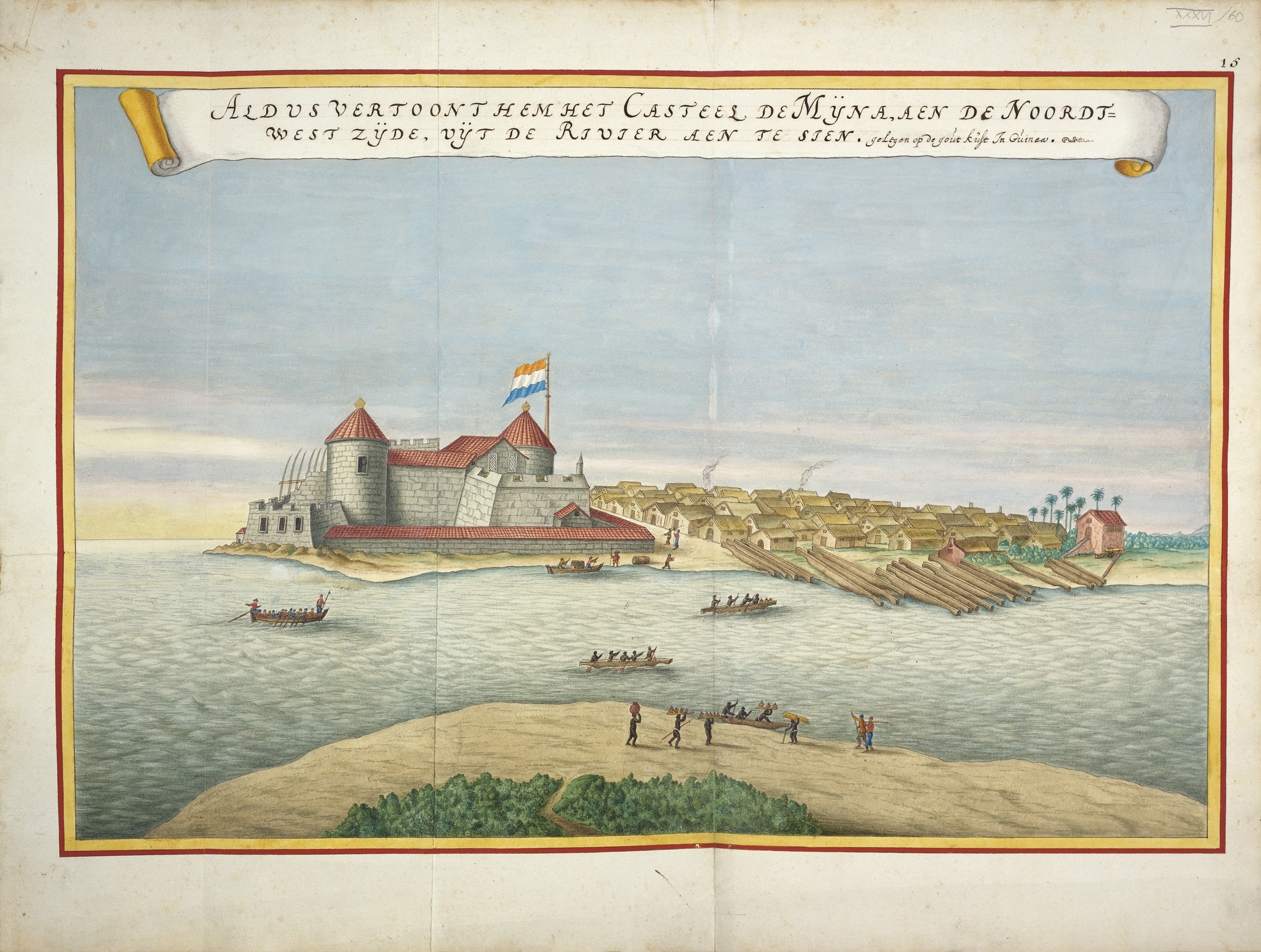
Ansicht Elminas (Guinea) aus dem 17. Jahrhundert

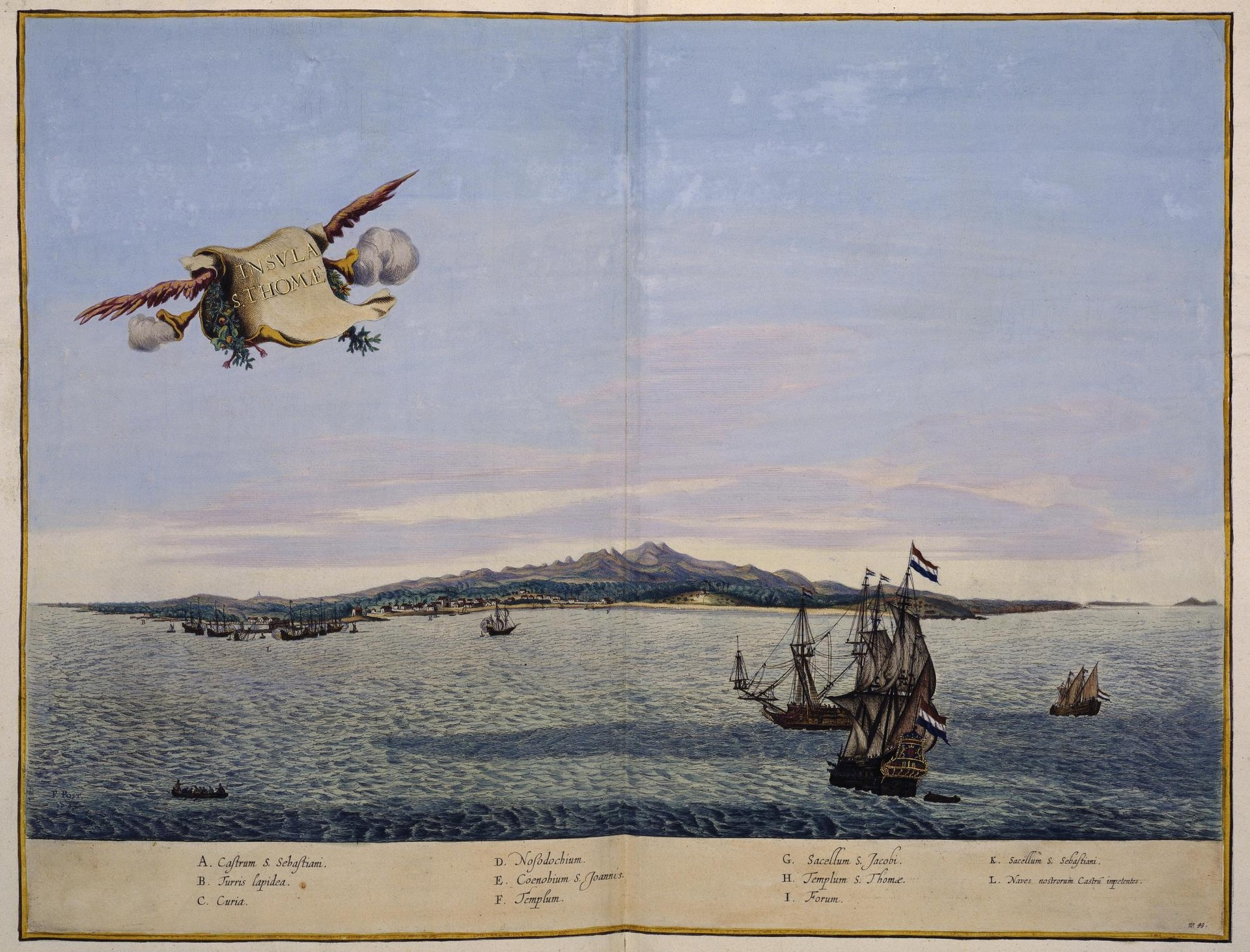
São Tomé in 1645

Heinrich Carloff (* 1621 oder 1622; † um 1694) (auch genannt Henrik Carloff oder Henry Caarloff) war ein wahrscheinlich finnischstämmiger Abenteurer. Als in Diensten verschiedener europäischer Staaten stehender und schließlich auch privater Kaufmann betätigte er sich u. a. als Sklavenhändler und war zeitweilig Gouverneur von Tobago.

## Leben
Es gibt kaum Quellen über die Jugend Heinrich Carloffs. Er soll im (damals schwedischen) Rostock oder aber auch in Pillau geboren sein, nach eigenen Aussagen war er Finne.
Er könnte als Schiffsjunge angefangen haben und stieg im Laufe seines Lebens vom Soldaten, Schreiber, Lohnbuchhalter bis zum Steuerbeamten in der Niederländischen Westindien-Kompanie auf. Er wurde schon im Jahre 1637 von der Niederländischen Westindien-Kompanie in Niederländisch-Brasilien als Soldat und Schreiber eingesetzt.
Johann Moritz von Nassau-Siegen schickte Ende Mai 1641 Cornelis Jol auf Expedition mit 21 Schiffen und 2145 Soldaten nach Luanda, das im August, und nach São Tomé, das im Oktober erobert wurde, so dass die portugiesische Herrschaft in Afrika vorübergehend gebrochen war.
Carloff wurde ab November als Auditeur auf der Insel São Tomé angestellt. Im März 1644 war er in Amsterdam mit den Gehaltslisten der WIC beschäftigt. Von 1645 bis 1649 war er als Steuerbeamter in Fort São Jorge da Mina, im Fort Nassau (Ghana) und in Accra tätig und verantwortlich für die Prüfung von Schmuggelware. Im Jahre 1646 wurde er in das Innere Ghanas geschickt, um die Beziehungen mit einem einheimischen Fürsten aufzunehmen. Ziel war die Wiederherstellung der Handelswege für den Goldtransport nach der Küste. Im Jahre 1648 gelang es ihm, die Zustimmung der Oberhäupter des Volkes der Awutu für den Erwerb von Grundstücken zu erreichen. Nach anderen Quellen dagegen hat es ein holländischer Schiffer im schwedischen Dienst geschafft hat, ein Grundstück zu erwerben.
Aus Unzufriedenheit mit seinen Aufstiegsmöglichkeiten oder der schlechten finanziellen Lage der Kompanie ging er zurück nach Europa und wurde zuerst von der Schwedischen Afrika-Kompanie als Kommandant und Leiter des Fort Carolusborg in Ghana und später dann von der Dänischen Westindien-Kompanie beschäftigt. Zurück in den Niederlanden war er Zeuge in einem Prozess wegen der Konkurrenz der Dänischen Westindien-Kompanie an der Goldküste. Er betrieb einige Jahre als Privatkaufmann Sklavenhandel.
Seit 1665 arbeitete er für die Französische Westindienkompanie. In den Jahren 1676 und 1677 war er Gouverneur von Tobago.